# Юліус Карл Рашдорф
Юліус Карл Рашдорф (нім. Julius Carl Raschdorff; 2 липня 1823, Плесо — 13 серпня 1914, Вальдзіверсдорф) — німецький архітектор і викладач. Рашдорф відноситься до числа найвідоміших архітекторів другої половини XIX століття в Німеччині. Його найвідомішим творінням є Берлінський собор, створений за зразком собору Святого Петра.

## Біографія
В 1845-1853 роках Рашдорф навчався у Берлінській архітектурної академії. В 1854 році був призначений на посаду другого архітектора міста Кельна і прослужив у Кельні до 1878 року, де провів ремонт Гюрценіха і міської ратуші. У 1864 році отримав посаду першого міського архітектора, а у 1872 році залишив службу, щоб зайнятися приватними замовленнями. У 1878 році Рашдорф став професором архітектури в Вищій технічній школі в Шарлоттенбурге, звільнився в 1914 році. Рашдорфом було створено понад 220 проектів архітектурних об'єктів в Німеччині і сусідніх країнах, з яких було втілено близько ста. 